# Aécio de Antioquia
Aécio de Antioquia (em grego medieval: Αέτιος ο Αντιοχεύς), conhecido como "o Ateu" pelos trinitários, foi o fundador de uma seita ariana. Ele nasceu em Cele-Síria e morreu em  Constantinopla em 367.
Aécio cresceu em situação de pobreza ou de escravidão. Mais tarde trabalhou como ourives em Antioquia para ajudar sua mãe viúva e estudou filosofia. Depois que sua mãe morreu, Aécio continuou o seu comércio e alargados os seus estudos em literatura cristã, teologia cristã e medicina. Estudou teologia com Paulino, bispo de Antioquia, Atanásio, bispo de Anazarbus, e com o presbítero Antônio de Tarso.
Em 350 ele foi ordenado diácono por Leôncio de Antioquia, mas pouco depois foi obrigado pelos trinitários a deixar a cidade. No primeiro Sínodo de Sirmio, ele obteve vitória dialética sobre os bispos Basílio de Cesareia e Eustáquio. Em 356 ele foi para Alexandria, a fim de promover a causa ariana, e foi banido por Constâncio II. Juliano, o Apóstata tirou-o do exílio, deu-lhe uma propriedade em Lesbos e o trouxe para sua corte, em Constantinopla. Consagrado bispo ele usou todo seu prestígio em favor dos interesses do arianismo, formando outros bispos para a seita. Com a ascensão de Valente, ele retirou-se para sua propriedade em Lesbos, mas logo retornou para Constantinopla, onde morreu em 367.